# Анохинское сельское поселение
Анохинское сельское поселение — упразднённое муниципальное образование в Таловском районе Воронежской области.
Административный центр — посёлок Анохинка.

## История
Законом Воронежской области от 30 ноября 2015 года № 163-ОЗ, были преобразованы, путём их объединения Анохинское, Нижнекаменское и Хорольское сельские поселения — в Нижнекаменское сельское поселение с административным центром в посёлке Нижняя Каменка.

## Административное деление
В состав поселения входили:
- посёлок Анохинка,
- посёлок Ленинградский,
- посёлок Московский,
- посёлок Солонцовский,
- посёлок Тамбовка.